# Йоганн Якоб Бахофен
Йоганн Якоб Бахофен (Johann Jakob Bachofen) (1815—1887) — швейцарський правознавець та історик, етнограф, антикознавець. Зробив великий внесок до теорії соціальної еволюції. Висунув та ретельно обґрунтував гіпотезу еволюції людського суспільства, згідно з якою матріархат передував патріархату. Відомий своїми працями про походження сім'ї.

## Біографія
Народився в Базелі (Швейцарія) 22 грудня 1815, в багатій сім'ї, що володіла заводом по виробництву стрічок з шовку. Предки його батька були купцями, а сім'я матері подарувала Швейцарії багатьох відомих політиків і вчених. Початкову і середню освіту Бахофен отримав в Базелі. 1834 року вступив до Берлінського університету, де вивчав філологію і історію, проте зацікавившись юриспруденцією, почав спеціалізуватись на історії римського права. 1837 року продовжив навчання у Геттінгенському університеті. В 1839 році захистив дисертацію по римському цивільному праву. Після завершення навчання в університеті, два роки навчався в Оксфорді, Кембриджі і Парижі. 1841 року його було призначено професором римського права Базельського університету, однак 1844 року він залишив цю посаду, щоб стати суддею апеляційного суду. Одночасно з цим, був членом Верховної Ради міста Базеля. В 1845 році Бахофен пішов у відставку в зв'язку обвинувачень в його бік в тому, що посаду судді він обійняв завдяки зв'язкам сім'ї Бахофенів з міською елітою, а не через його особистим якостям. Після цього він відмовився від викладацької і суспільної діяльності, і повністю присвятив себе науковим заняттям. Наступні роки Бахофен вів життя кабінетного вченого, відвідуючи час від часу Грецію, Іспанію та Італію. До п'ятдесяти років вчений залишався неодруженим і жив з батьками. В 1865 році він одружився з Луіз Елізабет Буркхардт, що була на тридцять років молодшою за нього. В 1866 році в їх сім'ї народився єдиний син.
Бахофен досліджував здебільшого римське право та класичну міфологію. Досліджуючи залишки доісторичного побуту італійських народів, Бахофен виявив у сабинских міфах і давньоримських оповідях сліди материнського панування (матріархату) та випадки ведення родоводу за материнською лінією, незважаючи на панування в античному світі патріархату. Ці факти і подібні приклади серед деяких сучасних йому народів первісного ладу змусили Бахофена дійти висновків, що матріархат передував патріархату в соціальному розвитку людства. Панування жінок виникло, за його гіпотезою, на більш ранній стадії проміскуїтету («гетеризму»). Важливі чинники цього періоду розвитку — притаманна жінкам релігійність та культ жіночого божества. Бахофен вважав, що первісна суспільна структура була відображенням релігійних поглядів. Схема еволюції суспільства, викладена ним 1861 року в праці «Материнське право», згодом стала частиною марксистського вчення. Фрідріх Енгельс таким чином виклав погляди Бахофена у праці «Походження родини, приватної власності та держави»:
- Морган Льюїс зробив висновок, що існував первісний стан, коли усередині племені статеві зносини були необмеженими, так що кожна жінка могла належати будь-якому чоловікові і, відповідно, кожен чоловік — будь-якій жінці.; лише Бахофен, — і в цьому одна з його найбільших заслуг, — сприйняв цей висновок серйозно і став шукати сліди такого стану в історичних і релігійних переказах. Саме він висунув на перший план дослідження цього питання.
- У всіх формах групової сім'ї достеменно невідомо хто батько дитини, але відомо хто її мати. Поки існує груповий шлюб, походження може бути встановлено лише від матері, а тому визнається тільки жіноча лінія. Заслуга Бахофена полягає в тому, що він виявив це першим. Таке визнання походження (винятково за материнською лінією) і відповідні стосунки спадкоємства, що розвинулися звідси з часом, він назвав материнським правом.
- Третю заслугу Бахофена становить відкриття поширеного в первісну епоху повсюди панування жінки, реальною основою якого є комуністичне домашнє господарство, в якому всі жінки (або їх більшість) належали до одного роду, тоді як чоловіки — до різних.
- Відкриття широко поширеної перехідної форми від групового шлюбу до парного. Це викуп, що жінка його сплачує спільноті чоловіків, та набуває права належати лише одному чоловікові. Полягає у звичаї для жінок віддаватися стороннім (із деякими наперед визначеними обмеженнями).

Бахофен також виділяв три почергові фази розвитку людства:
- Гіпотетичне «гетеричне материнство», що характеризується нестримним сексуальним проміскуїтетом.
- Царювання матері, коли жінки домінують в релігії та в суспільних відносинах.
- Патріархат, що характеризується духовною і соціальною перевагою батька, переходом до типу суспільства, де батьківство визначається по чоловічій лінії.

Згідно Бахофену, домінуюча роль жінки в родинних відносинах, релігійному культі, суспільному і правовому житті визначає першу стадію розвитку історії людства. Про цей найперший період Бахофен говорить, як про «поезію історії».
Помер Бахофен у Базелі 25 листопада 1887 року.

## Наукові праці
- Материнське право (Das Mutterrecht, 1861)
- Символіка стародавніх гробниць (Versuch über die Gräbersymbolik der Alten, 1859)
- Антикварні листи, особливо про найдавніші поняття родоводу (Antiquarische Briefe, vornehmlich zur Kenntniss der altesten Verwandschaftsbegriffe, 1881—1886).